# Колесников, Константин Николаевич
Константин Николаевич Колесников (5 июня 1984) — российский футболист. Играл на позиции вратаря.

## Карьера
В 2002 году попал в заявку ставропольского «Динамо», откуда отдавался в аренду в «Спартак-Кавказтрансгаз» и будённовскую «Жемчужину». С 2005 по 2006 годы играл за «Шексну». В 2007 году провёл 3 матча за «Динамо». С 2008 по 2010 годы играл за «Русичи», откуда перебрался в геленджикскую «Олимпию». Летом 2011 года перешёл в азербайджанский «Кяпаз» и сразу стал основным вратарём. В 2012 году играл за майкопскую «Дружбу». В феврале 2013 года вернулся в «Русичи», который был переименован в ФК «Орёл». В 2015 году завершил профессиональную карьеру. Далее на протяжении года играл за любительские клубы.